# Federația Rwandeză de Fotbal
Federația Rwandeză de Fotbal (franceză Fédération Rwandaise de Football Association) (FERWAFA)  este forul ce guvernează fotbalul în Rwanda. Se ocupă de organizarea echipei naționale și a campionatului.